# ماركو بيرتيلوت
ماركو بيرتيلوت هو لاعب كرلنغ كندي، ولد في 11 ديسمبر 1972 في موردوتشفيل في كندا.

## وصلات خارجية
- ماركو بيرتيلوت على موقع الاتحاد الدولي للكرلنغ (الإنجليزية)